# Гайнріхсталь
Гайнріхсталь (нім. Heinrichsthal) — громада в Німеччині, розташована в землі Баварія. Підпорядковується адміністративному округу Нижня Франконія. Входить до складу району Ашаффенбург. Складова частина об'єднання громад Гайгенбрюккен.
Площа — 4,52 км2. Населення становить 845 ос. (станом на 31 грудня 2020).

## Галерея

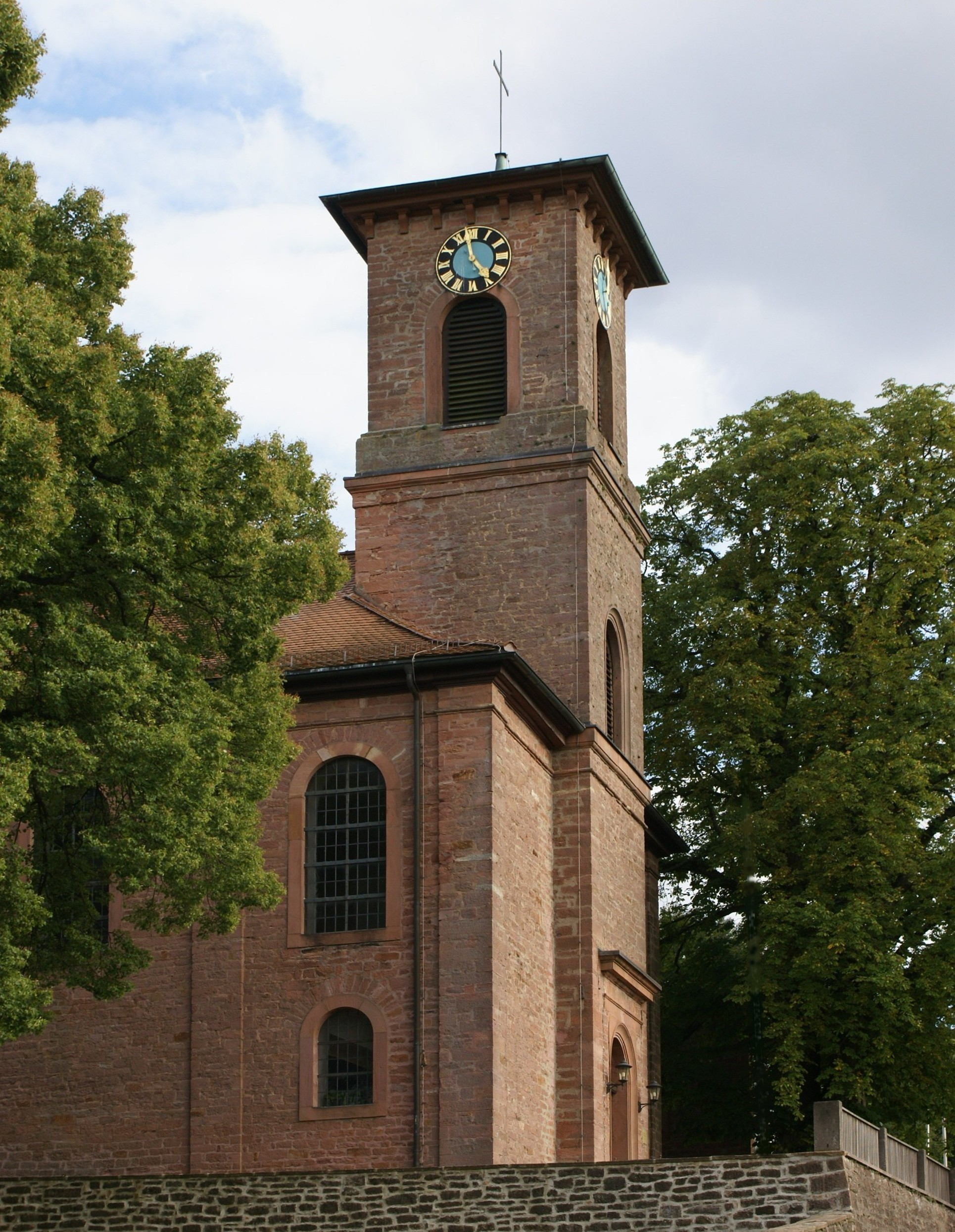